# Clann na Talmhan
Clann na Talmhan (Fills de la Terra) fou un partit polític irlandès fundat el 1938 a Athenry (comtat de Galway), amb l'ambició de donar veu al Dáil Éireann als grangers irlandesos. El seu ideari incloïa la promoció dels petits agricultors, demanant al govern suport en les reclamacions de terres, desforestacions intensives i menor càrrega impositiva. El seu fundador i cap fou Michael Donnellan.
Es presentà per primer cop a les eleccions al Dáil Éireann de 1943, on guanyà 14 escons, que es van reduir a 11 el 1944. Donnellan va dimitir i fou substituït per Joseph Blowick. Participà en el primer govern de coalició de 1948-1951, en el que Donnellan fou secretari parlamentari i Blowick ministre de terres.
Després de participar en el govern, va perdre pes específic i vots, que anaren al Fine Gael i al Fianna Fáil, alhora que van fer poc esforç per a ampliar la seva base militant més enllà del sud i oest del país. A les eleccions de 1961 només quedaven com a diputats Donnellan i Browick. Quan el primer va morir el 1964, el seu fill fou elegit diputat pel Fine Gael, i Blowick decidí no presentar-se a les eleccions de 1965, liquidant així el partit.